# Сосновка (река, впадает в Онежскую губу)
Сосновка — река в России, протекает по территории Малошуйского городского поселения Онежского района Архангельской области. Длина реки — 19 км.
Река берёт начало из болота без названия и далее течёт преимущественно северном направлении по заболоченной местности.
Сосновка в общей сложности имеет семь малых притоков суммарной длиной 21 км.
Устье реки находится на Поморском берегу Онежской губы Белого моря.
Населённые пункты на реке отсутствуют.
В верхнем течении пересекает железную дорогу Беломорск — Обозерская.
Код объекта в государственном водном реестре — 03010000212102000007544.